# 도나투스 폰 헤센

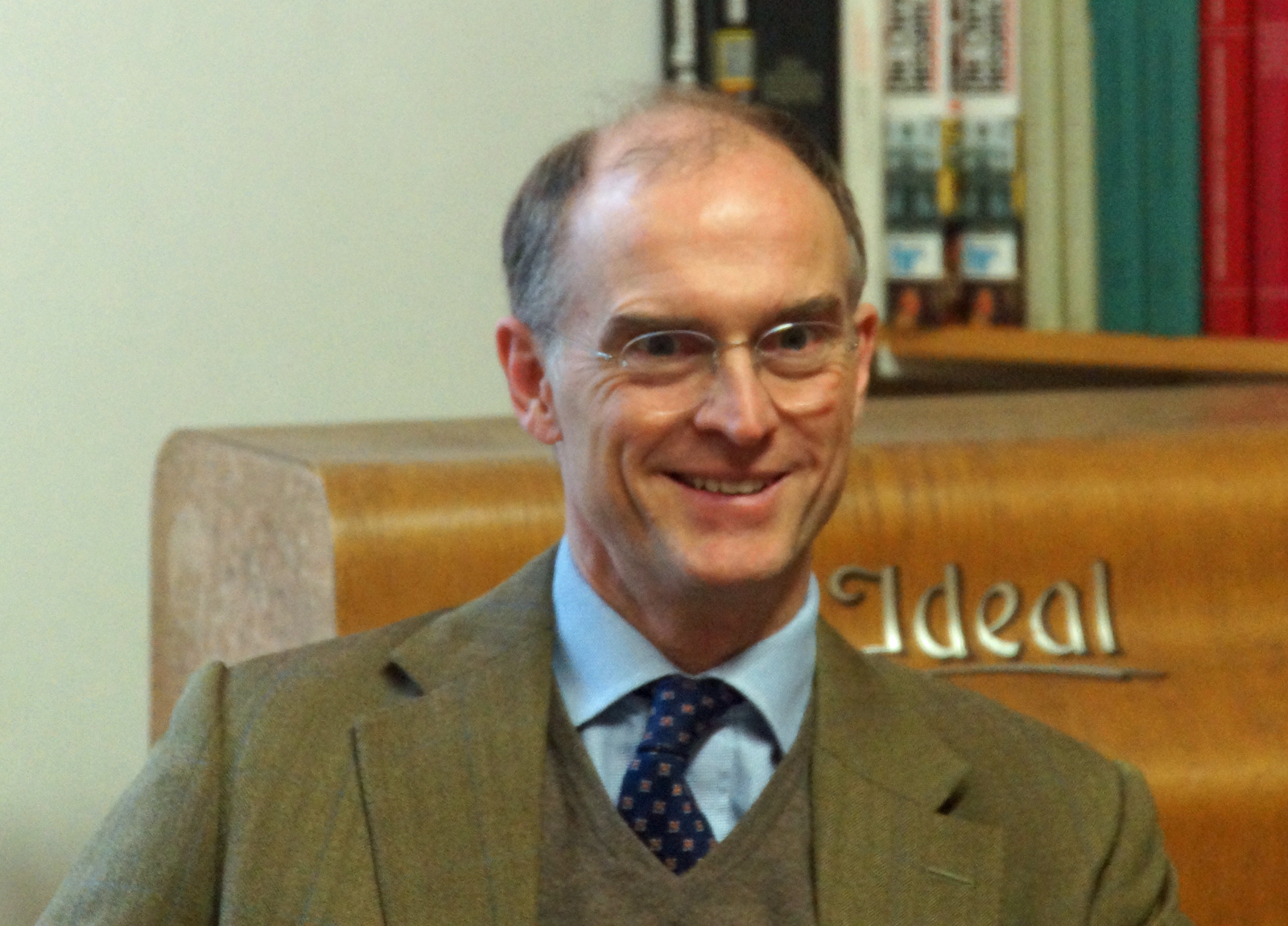
도나투스 폰 헤센

헤센 방백 도나투스(Donatus, Landgrave of Hesse, 1966년 10월 17일 ~ )는 독일의 사업가이자 브라반트 가문과 헤센 가문의 수장이다.